# گابیلانس
گابیلانس دهستانی در استان آبیلای اسپانیا است.
در این دهستان ۷۱۶ نفر زندگی می‌کنند. مساحت این دهستان ۲۹٫۰۶ کیلومتر مربع است.